# Renaissancemuziek
De renaissancemuziek is de klassieke muziek uit de renaissance, dat wil zeggen, de West-Europese kunstmuziek van ongeveer 1400 tot 1600, volgend op de middeleeuwse muziek, voorafgaand aan de barokmuziek, en gedomineerd door de zogeheten Vlaamse polyfonie.
De renaissance in de muziek kan grofweg in twee tijdperken worden ingedeeld:
- de vroege renaissance (van circa 1400 tot circa 1500);
- de hoogrenaissance (van circa 1500 tot circa 1600).

## Algemeen
Zoals in alle tijden hangt de ontwikkeling van de muziek in de renaissance sterk samen met de ontwikkelingen in maatschappij en politiek.
Met de term renaissance (Frans voor: wedergeboorte, in het Italiaans: rinascimento) wordt een ontwikkeling in de kunsten en wetenschappen bedoeld waarin de klassieke oudheid steeds meer als voorbeeld werd gesteld.
Deze ontwikkeling had als centrum Italië, waar ze in de 14e eeuw begon, en hing samen met het opkomen van handel en nijverheid, steden en de macht van de burgerij naast die van de adel en de geestelijkheid. In de muziek echter waren de belangrijkste en beroemdste componisten voornamelijk afkomstig uit de Nederlanden. Componisten en kunstenaars waren weliswaar nog steeds in dienst van de kerk of een adellijk hof, maar begonnen meer en meer naam voor zichzelf te maken.
Muziektheoretici bleven, zoals in de middeleeuwen, de overgeleverde oud-Griekse muziekprincipes als leidend voor de eigentijdse muziek beschouwen, hoewel de feitelijke opvattingen over juiste stijl en welluidendheid een grote ontwikkeling doormaakten.

## Vroege renaissance (circa 1380-1500)
De renaissance werd ingeluid door het tijdperk van componisten als Francesco Landini (d. 1397), Guillaume de Machault (d. 1377) en zijn collegae van de Ars nova die een grote faam genoten en de meerstemmigheid (polyfonie) al tot grote ontwikkeling brachten.
Deze muziek wordt echter nog als middeleeuws benoemd. Een belangrijke oorzaak dat deze muziek ons vreemd in de oren klinkt is dat voornamelijk kwint- en kwart-samenklanken werden gebruikt, terwijl terts- en sext-intervallen als onwelluidend werden beschouwd, behalve in Engeland.
In de Honderdjarige Oorlog kwamen Engelse componisten zoals John Dunstable (ca. 1390-1453) naar Frankrijk en komen Engeland en de Nederlanden tot grote bloei. De Engelse stijl Contenance Angloise kreeg invloed; de overgang is duidelijk in het werk van Guillaume Dufay (ca. 1397-1474); andere voorbeelden zijn de liederen van Gilles Binchois (ca. 1400-1460).
Dit was het begin van de Vlaamse polyfonie, een muziekstijl gedragen door componisten uit de toenmalige Bourgondische Nederlanden en omstreken, die voor hun scholing naar Italië trokken en vaak daar ook een werkkring vonden; voorbeelden zijn Alexander Agricola, Johannes Ockeghem, Antoine Busnois en Jacob Obrecht; als het hoogtepunt in deze ontwikkeling wordt beschouwd Josquin des Prez (ca. 1450-1521).
De polyfonie van de Franco-Vlaamse School kenmerkt zich door veelal gelijkwaardige, zich onafhankelijk van elkaar in contrapunt bewegende stemmen, opgebouwd uit losse, elkaar vaak imiterende fragmenten, vaak met hetzelfde thematische materiaal. Deze kunnen als basis dienen voor religieuze muziek (zoals missen en motetten) of seculiere muziek (zoals chansons en madrigalen) en zijn geschreven om a capella te kunnen worden uitgevoerd, al is instrumentale uitvoering altijd een optie.
Samenklinkende kwarten en kwinten zijn nog duidelijk belangrijker dan later in de barok.
De basis is doorgaans een bekende melodie, die door een der stemmen (de cantus firmus) wordt uitgevoerd; aanvankelijk was dit de tenor, waarnaast zich gaandeweg een altus en een bassus ontwikkelden; later werd de cantus een aparte, bovenste stem die met de latere sopraan te vergelijken is.
Men componeerde ook voor meer stemmen; Ockeghem componeerde achtstemmige missen.
Religieuze muziek had meestal een kerkelijke, vaak gregoriaanse melodie als basis, maar componisten gebruikten ook bekende seculiere liederen van zichzelf of anderen; de wereldlijke muziek was vaak minder doorgecomponeerd en had daardoor eerder het karakter van een melodie met contrapuntische harmonisering. Ook werden wel verschillende liederen gecombineerd, soms zelfs gezongen in verschillende talen.
Het motet was in deze periode belangrijk. In Italië ontstonden voorlopers van chanson en madrigaal; tot de voorlopers van het madrigaal worden gerekend:
- de frottola
- de villanelle
- de strambotto

De instrumenten uit deze tijd zijn grotendeels verschillend van de onze. 
Snaarinstrumenten waren bescheiden van klank, veel minder luid dan een tegenwoordige viool, cello of piano; onder de blaasinstrumenten bevinden zich daarentegen doordringende instrumenten die later zijn verdwenen, zoals kromhoorn, schalmei en zink.

## Hoogrenaissance (circa 1500-1620)
Na 1500 bleef de Vlaamse polyfonie zich ontwikkelen, met componisten als Gombert, Arcadelt, Crecquillon, Adriaen Willaert en Orlando di Lasso, maar maakte zij ook school in andere landen, zoals in Italië (bv. Palestrina), Spanje (bv. Morales, Victoria, Guerrero), Engeland (bv. Tallis, Byrd) en Frankrijk (Brumel).
Sommige componisten breidden het aantal verschillende stemmen uit tot wel veertig of meer.
De contrapuntische stijl werd echter hoe langer hoe meer verlaten.
In de kerk werd dit veroorzaakt door de reformatie, die eiste dat muziek in de kerk voor iedereen begrijpelijk en verstaanbaar moest zijn of zelfs door het kerkvolk moest kunnen worden meegezongen; ook de contra-reformatie stelde enige eisen in deze richting. Daarentegen bleef de Italiaanse muziektheoreticus Zarlino voorstander van de contrapuntische polyfonie.
Een parallelle ontwikkeling vond plaats in de wereldlijke muziek. De ontwikkeling van de boekdrukkunst, waardoor vanaf ongeveer 1520 ook bladmuziek in grote oplagen tegen schappelijke prijzen beschikbaar kwam, zorgde dat meerstemmige muziek niet langer het privilege van kerk en adel was. Er werden bundels uitgegeven voor thuisgebruik, waarin de muziek wel meerstemmig maar relatief eenvoudig is; bekende uitgevers-componisten zijn Pierre Attaignant en Tielman Susato. Een belangrijke bron voor deze muziek was Frankrijk, met componisten als Claudin de Sermisy en Pierre Certon. Uit de Nederlanden kan Jacobus Clemens non Papa genoemd worden.
Gaandeweg werd de muziek homofoner: de verschillende stemmen zongen hun noten vaak gelijktijdig.
Dit kwam de verstaanbaarheid ten goede. In de protestantse kerk werd een verdere vereenvoudiging bereikt door vaste bundels gezangen op te stellen, waarin ook de lengteverschillen tussen noten erg beperkt zijn, waardoor de muziek eenvoudig te zingen en op orgel te spelen is; belangrijke bijdragen zijn geleverd door onder anderen Maarten Luther en Claude Goudimel.
In de wereldlijke muziek zijn voorbeelden van deze ontwikkeling de Duitse liedzettingen van Michael Praetorius en Hans Leo Hassler, de Franse "musique mesurée" (bv. van Claude Le Jeune) en het Italiaanse madrigaal (bv. van Luca Marenzio); hierin werd ook de harmonisering gewaagder, met meer dissonanten, om de tekst nog beter uit te kunnen drukken, met Gesualdo als extreemste voorbeeld.
Meerkorigheid ontwikkelde zich, waarbij verschillende stemgroepen elkaar afwisselen en imiteren.
Vanaf ongeveer 1580 voltrok zich in Italië een nadere ontwikkeling, waarin zang werd uitgevoerd als solo's of duetten, met begeleiding van instrumenten en eventueel koren. Dit leidde onder meer tot opera en oratorium. Hiermee was de renaissance definitief ten einde en de barok aangebroken. Dit was een nog verdere ontwikkeling naar verstaanbaarheid en tekstexpressie.
De belangrijkste componist in deze overgang is Claudio Monteverdi (1567-1643), die zich erop beroemde met zowel de oude stijl (prima prattica) als de nieuwe (seconda prattica) uitstekend uit de voeten te kunnen.

### Oud-Venetiaanse school
Hier ontstond de dubbelkorigheid, die ook aan de wieg stond van de ontwikkeling van het concert. De muziek van de Oud-Venetiaanse school werd meer chromatisch en in de instrumentale muziek werd steeds preciezer de instrumentatie voorgeschreven. De volgende vormen werden in de Oud-Venetiaanse school geboren en uitgebouwd:
- Liturgische a capella muziek:
De Mis
Het motet
- Wereldlijke a capella muziek:
Het Chanson
Het Madrigaal
- Instrumentale muziek:
Voor orgel:
  - Intonazione
  - Toccata
  - Ricercare
  - Canzone

Voor ensemble:
  - Canzone
  - Sonata
  - Symfonia

Componisten uit deze periode zijn onder anderen Willaert, Gabrieli, en Zarlino.

### Wereldlijke a capella-muziek
Componisten uit dit genre zijn onder anderen Constanzo Festa, Jakob Arcadelt, Philippe Verdelot, Adriaan Willaert, Cypriano de Rore, Palestrina, Orlando di Lasso, Luca Marenzio, Orazio Vecchi, Carlo Gesualdo da Venosa, Claudio Monteverdi, Thomas Tallis, William Byrd, Thomas Morley, Giles Farnaby, John Dowland, Thomas Weelkes, Orlando Gibbons, Jan Tollius, Cornelis Schuyt en Jan Pieterszoon Sweelinck.

### Instrumentale muziek
Deze vindt men bij de Venetianen, Spaanse componisten en Engelse virginalisten. De speeltechnische mogelijkheden maakten een grote vlucht. Er ontstonden dansen met uitgebreide figuraties en variaties, en fantasievormen. Ook doken veel programmatische en stemmingsstukken op. De eerste werken voor vierhandig klavierspel en twee klavieren verschenen. Zoals ook in vroeger tijden (bv. Landini) waren er organisten beroemd om hun virtuositeit en improvisatiekunde, zoals Jan Pieterszoon Sweelinck en John Bull.
Het klavecimbel en varianten zoals virginaal en spinet kwamen op, voor thuisgebruik in welgestelde families.
Muziek werd echter nog zelden voor een specifiek instrument geschreven: de meeste klaviermuziek kan bijvoorbeeld zowel op orgel als op klavecimbel worden uitgevoerd.

### Protestantse kerkmuziek
Deze kerkmuziek kwam tot ontwikkeling en verdrong geleidelijk aan in grote delen van noordelijk Europa de katholieke kerkmuziek. Dit kwam door invloed van Maarten Luther, Johannes Calvijn en Ulrich Zwingli. De Anglicaanse kerk drukte ook op de muziek van deze tijd een groot stempel.
- Luther schreef Latijnse missen voor de grote steden, maar Duitse missen voor de kleinere plaatsen. Ook maakte hij evangelische koralen in de landstaal. Deze waren deels gebaseerd op gregoriaanse gezangen, deels nieuw gecomponeerd of bewerkingen van Duitse volksliederen.
- Johannes Calvijn schreef eenstemmige psalmen in de landstaal, die geacht werden door de gemeente te worden gezongen.
- Zwingli was een kerkhervormer die pleitte voor het zingen van liederen alleen in de landstaal door de gemeente, oftewel een pleitbezorger van het evangelisch koraal.
- Ook in Engeland verdrong het gebruik van bundels hymnen in de landstaal het tot dan toe gebruikte Latijn.

### Per land
- In Italië floreerde met name de Opera, het Oratorium en de Monodische stijl. Ook instrumentale muziek nam een vlucht, zoals de werken van Frescobaldi.
- In Frankrijk was ook de opera populair (de Tragédie en musique). Ook orkestmuziek en instrumentale muziek beleefden een bloeiperiode. Componisten van deze tijd zijn onder anderen Lully en Marc'Antoine Charpentier.
- In Nederland was het de hoogtijperiode van Sweelinck, die met zijn orgel- en klaviercomposities een nieuwe en virtuozere weg in was geslagen. Hij was de grondlegger van de Noord-Duitse orgelschool. Ook Constantijn Huygens van de Muiderkring was bekend. Christiaan Huygens was, samen met Simon Stevin, ook theoretisch van belang: zij werkten aan stemmingsproblemen en ontwikkelden de evenredige stemming en de 31-toonsverdeling.
- In Duitsland wordt Heinrich Schütz tot de groten van deze tijd gerekend. Hij was vóór Johann Sebastian Bach een der belangrijkste componisten van evangelische kerkmuziek. De muziek in deze periode kende drie grote invloeden: van de Oud-Venetiaanse school, de Noord-Duitse orgelschool (die onder invloed van Sweelinck ontstond) en de Zuidduitse orgelschool (onder invloed van Frescobaldi).

### Veranderingen in notatie
In de hoge renaissance verandert er een aantal zaken in de muzieknotatie:
- De notatie van de generale bas (gevolg van de monodie) wordt ontwikkeld
- Vlaggetjes en maatstrepen worden overgenomen van het tabulatuurschrift (lange noten verdwijnen)
- De puntering, de punt achter een noot, wordt de gebruikelijke notatiewijze van een driewaardige noot
- De moderne maataanduiding met cijfers ontstaat (zoals een 3/4 of 6/8 of 4/4 maat)

### Veranderingen in vormen
Vooral in de instrumentale muziek zijn er veranderingen en doorontwikkelingen, die voortborduren op de vroege renaissance, en die uit zouden monden in de barok en het rococo:
- variatietechniek, overgenomen van de Virginalisten, met figuratiewerk
- de orkestsuite ontstaat (uit de balletmuziek)
- de ricercare en fuga (o.a. door Sweelinck) worden grote en belangrijke muziekvormen
- ostinato bassen doen hun intrede (zoals in Passacaglia's, Ciacona's en Folia's)
- het toccata (improvisatieachtig speelstuk voor toetsinstrumenten) doet zijn intrede
- de sonata da chiesa (kerksonate), de triosonate en solosonate ontstaan (uit de canzona voor orkest)

## Kenmerken
- De muziek is merendeels geestelijk van aard met eenvoudige structuren. In veel mindere mate wordt wereldlijke muziek gecomponeerd.
- Tertsen en sexten worden steeds meer als 'goed klinkende' samenklanken gebruikt, terwijl daarvoor vooral kwarten, kwinten en octaaf als 'goed klinkend' werden ervaren.
- Een ander kenmerk is het gebruik van grote- en kleinetertstoonladders en daarnaast de kerktoonladders (modi).
- Er is sprake van een terugkeer naar eenstemmige muziek, maar nu begeleid (de monodie). Dit zou na 1750 de compositietechniek bepalen in de lichtere werken van vele grote componisten.
- Er wordt meer en meer chromatiek toegepast, bijvoorbeeld in de werken van Gesualdo da Venosa.
- Er vindt een terugkeer plaats naar een soort muziek die vooral de tekst ondersteunt (madrigalisme).
- De verhouding tussen de tekst en de muziek leidde tot de invoering van het begrip 'betekenis' in de muziek: een woord 'betekent' iets, en de muziek die dat woord draagt moet dus ook betekenisvol zijn. De volgende stap was dat de muziek zelve iets ging 'betekenen' (zoals een gevoel, een sfeer, verdriet, vrolijkheid, angst, natuur, spelende kinderen). Hieruit vloeide later de programmatische muziek, titelmuziek en karakterstukken voort.

## Componisten
Bekende componisten uit de renaissance zijn:
- Giovanni Pierluigi da Palestrina
- Orlando di Lasso
- Jan Pieterszoon Sweelinck
- Adriaan Willaert
- Jacob Obrecht
- Giovanni Gabrieli
- Josquin des Prez
- John Dowland
- William Byrd
- Andrea Gabrieli
- Alessandro Striggio

## Muziekvormen
Tot de belangrijkste muziekvormen uit deze tijd behoorden:
- polyfone mis
- motet
- chanson
- ricercare
- canzone
- frottola